# Yuichi Takeda
Yuichi Takeda (Japans: 武田雄一, Takeda Yūichi, Tokio, 29 november 1977) is een Japans voormalig motorcoureur.

## Carrière
Takeda maakte in 1995 zijn internationale motorsportdebuut in de Thunderbike Trophy, dat werd georganiseerd als supportklasse van het wereldkampioenschap wegrace. Hij reed hierin op een Honda en werd dertiende in het klassement met 29 punten. Een zevende plaats in Italië was zijn beste resultaat.
In 1996 debuteerde Takeda in het wereldkampioenschap superbike tijdens zijn thuisrace op Sugo op een Honda. Hij kwalificeerde zich als derde en won direct de eerste race van het weekend. Hiermee werd hij de eerste Japanse winnaar van een WK superbike-race. In de tweede race moest hij met zes ronden te gaan opgeven na een val. Tot aan 2002 nam hij, met uitzondering van 2001, ieder jaar deel aan deze race, maar hij kwam nooit verder dan een zevende plaats in 1997.
In 1999 maakte Takeda zijn debuut in de superbike-klasse van het All Japan Road Race Championship, het Japans kampioenschap wegrace, op een Honda. Hij werd achtereenvolgens negende en elfde in de eindstand.
In 2001 reed Takeda een dubbel programma in zowel het Japanse superbike- als Superstock-kampioenschap. In de superbike werd hij achtste in het klassement met een podiumfinish, die hij behaalde op het TI Circuit Aida. In de Superstock werd hij gekroond tot kampioen met drie zeges; twee op de Suzuka International Racing Course en een op de Twin Ring Motegi. In 2002 reed hij enkel in de superbike-klasse, waarin hij vijfde werd, voordat hij overstapte naar de autosport.
In 2007 keerde Takeda terug naar het Japans kampioenschap wegrace, waarin hij opnieuw deelnam aan de Superstock-klasse. Hij was hier drie seizoenen in actief, waarin hij respectievelijk vijfde, zevende en zevende werd in de eindstand. In 2010 keerde hij terug in het superbike-kampioenschap, waarin hij achtste werd. Hij bleef hierna nog drie jaar in deze klasse rijden, maar hij deed niet meer mee om de prijzen. 2014 was zijn laatste seizoen in de motorsport; hij nam deel aan het J-GP2-kampioenschap, waarin hij zeventiende werd.